# Институт иммуноонкологии и изучения и лечения меланомы имени Эллы Лемельбаум
Институт иммуноонкологии и изучения и лечения меланомы имени Э́ллы Лемельба́ум при государственном Медицинском центре имени Хаима Шибы (больница Тель-ха-Шомер) в Израиле — один из ведущих в мире научно-исследовательских центров изучения и лечения меланомы, рака кожи и иммуноонкологии.

## История основания
Институт основан в 2004 году профессором Яковом Шехтером.

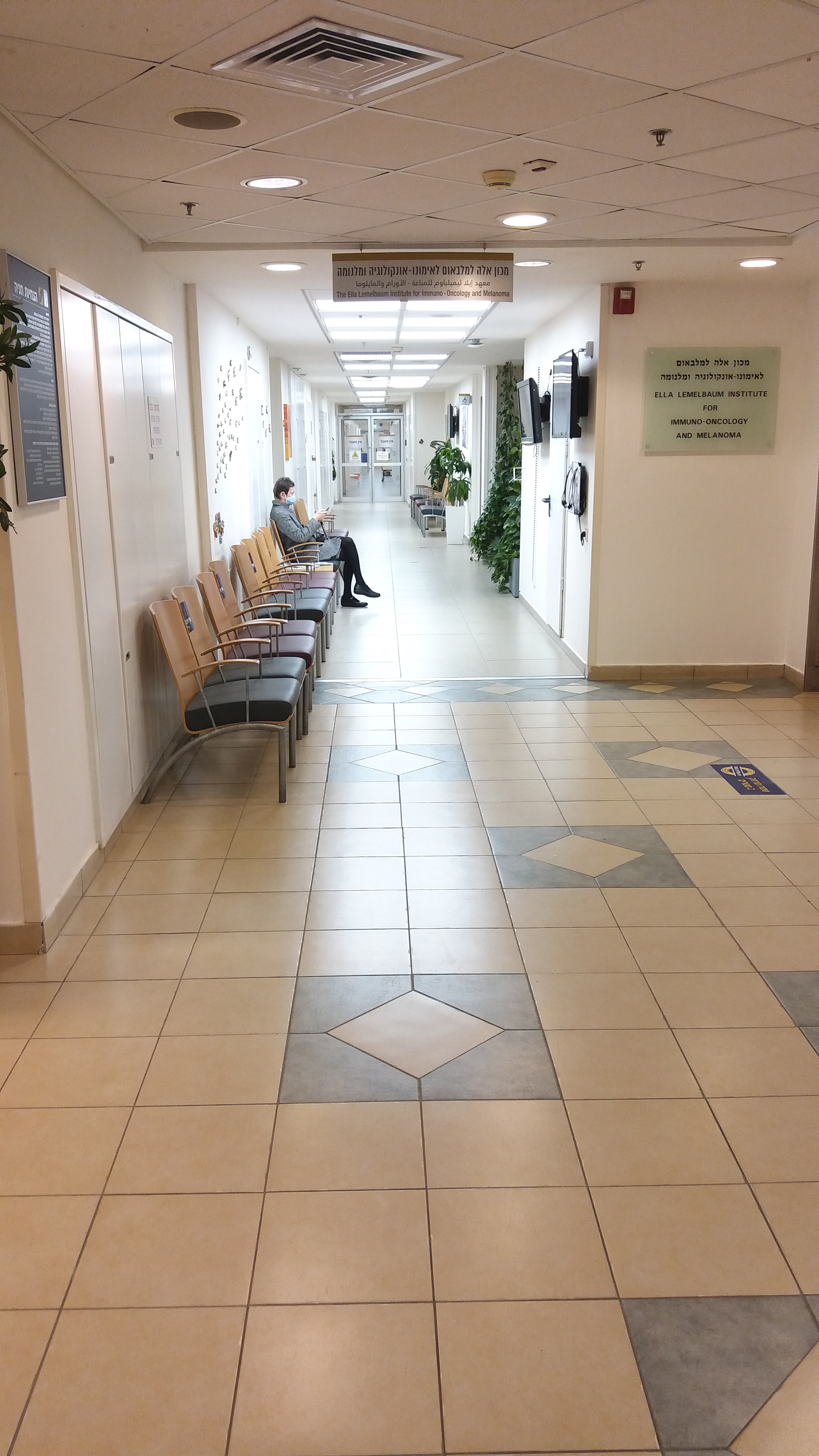
В коридорах института

Институт существует благодаря средствам супругов Хаи и Нехемии Лемельбаум, основавшим и поддерживающим его в память о своей дочери Элле Лорен, израильской певице и модели, умершей от меланомы в 2000 году в возрасте 27 лет. Перед смертью Элла сказала матери: «Мама, я надеюсь, ты продолжишь исследование этой проклятой болезни».
На сегодняшний день (2024 год) директор института — доктор Рони Шапира, одна из лучших онкологов Израиля по версии журнала Forbes за 2024 год.

## Научно-медицинская деятельность
Институт Эллы тесно сотрудничает с ведущими мировыми центрами лечения меланомы, в том числе с Национальным институтом онкологии (NCI) и онкологическим центром имени М. Д. Андерсона в Соединённых Штатах Америки, и предоставляет полный спектр существующих услуг и протоколов в лечении меланомы. Инновационные методы диагностики и лечения в совокупности с передовыми научными разработками позволяют справляться в ряде случаев даже с самыми сложными случаями злокачественных поражений кожи, включая лечение меланомы на стадии метастазов, и вывели Институт «Элла» в мировые лидеры среди признанных медицинских центров.
Медицинский центр Шиба является лидером в иммунотерапии противоопухолевыми эффекторными лимфоцитами (TIL) — наиболее перспективном методе в настоящее время (2021 год). В связи со сложностью этого метода лечения, в 2020 году он применялся только в двух местах в мире — в Национальном институте здоровья (NIH) в США и в Институте «Элла» в Израиле.
Услуги Института «Элла» доступны для всех пациентов — как граждан Государства Израиль, так и обращающихся по линии медицинского туризма.